# Skegriedösen

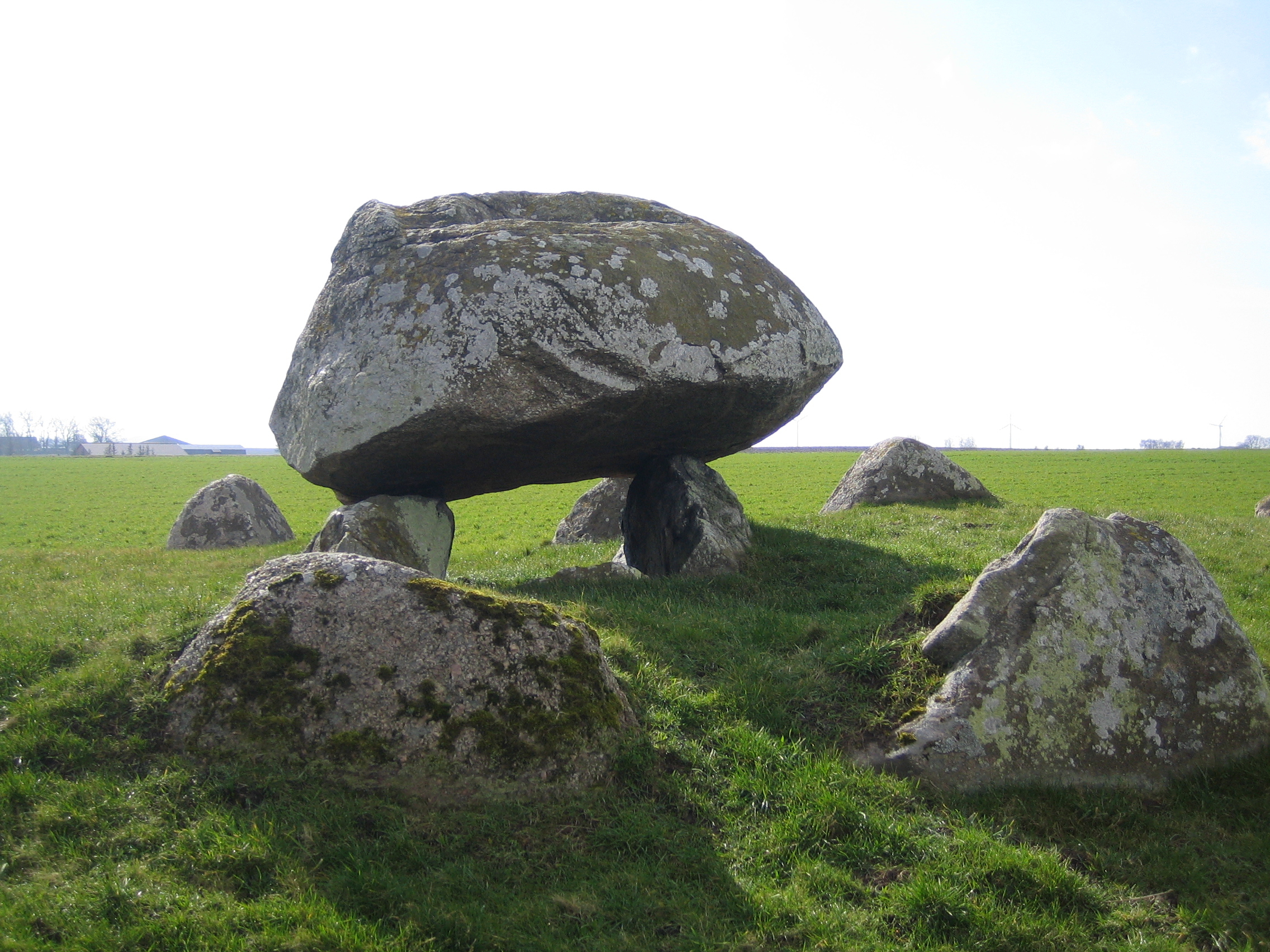
Skegriedösen

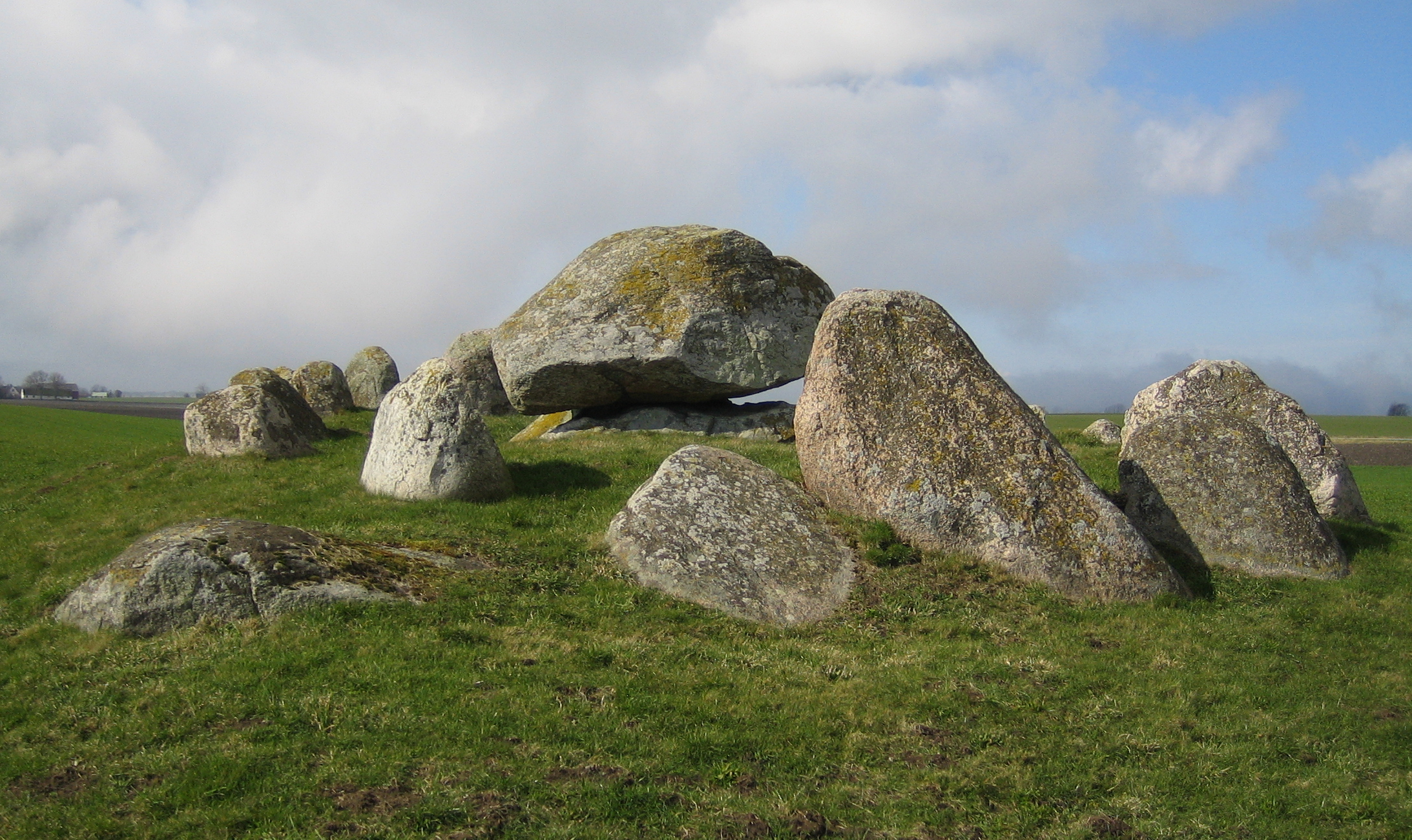
Skegriedösen

Skegriedösen i Skegrie socken i Trelleborgs kommun på Söderslätt i Skåne är en så kallad dös, en stenkammargrav från yngre stenåldern.
Skegriedösen är omkring 5000 år gammal. Den är endast avsedd för en begravning, till skillnad från senare gånggrifter. Den består av en kistliknande kammare med två stora block som långsidor och två mindre som kortsidor. Taket är ett stort toppigt block. Dösen är omgiven av en rektangulär stenkrets med 17 stenar. Det gör att dösen klassificeras som en långdös. Gravkammarens rektangulära form och gravrummets låga tak gör att forskare brukar räkna Skegriedösen till en av de äldsta från stenåldern.
Inför utbyggnaden av E6:an till motorväg gjordes en arkeologisk utgrävning i området 2007. Arkeologerna hittade ett stort antal lämningar vid Döseryggen, några kilometer norr om Skegriedösen. Bland lämningarna fanns rester av en för Skandinavien unik processionsväg, kantad av kanske ett tiotal nu försvunna dösar.